# 브레이브 (1997년 영화)
브레이브(The Brave)는 미국에서 제작된 조니 뎁 감독의 1997년 드라마 영화이다. 마샬 벨 등이 주연으로 출연하였고 찰스 에반스 주니어 등이 제작에 참여하였다.

## 출연

### 주연
- 마샬 벨
- 엘피디아 칼리로
- 조니 뎁
- 프레드릭 포레스트
- 루이스 구즈만
- 맥 페리치
- 페페 세르나
- 프로이드 레드 크로우 웨스터먼

### 조연
- 루페 온티베로스
- 알렉시스 크루즈
- 코디 라이트닝

## 제작진
- 원작자: 그레고리 맥도널드
- 공동제작: 다이안 뱃슨-스미스
- 협력프로듀서: 벅 홀랜드
- 미술: 밀리언 크레카 클라조빅
- 의상: 린디 헤밍
- 배역: 루이스 디지아이모